# Juan Carlos Villamayor
Juan Carlos Villamayor (* 5. březen 1969) je bývalý paraguayský fotbalista.

## Reprezentace
Juan Carlos Villamayor odehrál 18 reprezentačních utkání. S paraguayskou reprezentací se zúčastnil Copa América 1993, 1995 a 1997.

## Statistiky
| Paraguay | Paraguay | Paraguay |
| Roky     | Záp.     | Góly     |
| -------- | -------- | -------- |
| 1993     | 2        | 0        |
| 1994     | 0        | 0        |
| 1995     | 8        | 2        |
| 1996     | 2        | 1        |
| 1997     | 6        | 0        |
| Celkem   | 18       | 3        |